# Station El Tejar
Station El Tejar is een voormalig spoorwegstation van de Cercanías in Madrid
Het station is gelegen in zone B2.